# Swaziland vid världsmästerskapen i simsport 2022
Swaziland tävlade vid världsmästerskapen i simsport 2022 i Budapest i Ungern mellan den 17 juni och 3 juli 2022. Swaziland hade en trupp på två idrottare.

## Simning
| Idrottare       | Gren                          | Heat    | Heat      | Semifinal        | Semifinal        | Final            | Final            |
| Idrottare       | Gren                          | Tid     | Placering | Tid              | Placering        | Tid              | Placering        |
| --------------- | ----------------------------- | ------- | --------- | ---------------- | ---------------- | ---------------- | ---------------- |
| Simanga Dlamini | Herrarnas 50 meter fjärilsim  | 29,25   | 67        | Gick inte vidare | Gick inte vidare | Gick inte vidare | Gick inte vidare |
| Simanga Dlamini | Herrarnas 100 meter fjärilsim | 1.04,46 | 65        | Gick inte vidare | Gick inte vidare | Gick inte vidare | Gick inte vidare |
| Hayley Hoy      | Damernas 50 meter fjärilsim   | 30,99   | 53        | Gick inte vidare | Gick inte vidare | Gick inte vidare | Gick inte vidare |
| Hayley Hoy      | Damernas 100 meter fjärilsim  | 1.10,15 | 28        | Gick inte vidare | Gick inte vidare | Gick inte vidare | Gick inte vidare |